# Lourdes Maria Bandeira
Lourdes Maria Bandeira (Ijuí, 1949 - Brasília, 12 setembro de 2021) foi professora universitária e pesquisadora brasileira. Uma das maiores referências nas pesquisas sobre violência contra a mulher no Brasil.

## Formação
Graduou-se, em 1971, em Ciências Sociais, pela Universidade Federal do Rio Grande do Sul (UFRGS). No ano de 1978 concluiu o mestrado em Sociologia na Universidade de Brasília (UnB) e o doutorado, em 1984, na Université René Descartes – de Paris V, sob orientação de Viviane Isambert Jamati, com defesa da tese Force de Travail et Scolarité; le cas du Nord-Est Brésilien (1975-1979). Realizou pós-doutorado na área de Sociologia do conflito com Michel Wieviorka, na École des Hautes Études en Sciences Sociales - EHESS no período de 2001 a 2002.

## Carreira
Lourdes Bandeira, lecionou na graduação e na pós-graduação do Departamento de Ciências Sociais da Universidade Federal da Paraíba (UFPB), entre 1977 e 1991.
Desde o início da década de 1990, atuou como docente no Departamento de Sociologia da Universidade de Brasília (UnB), tornando-se, a partir de 2005, professora titular. Foi também coordenadora do Núcleo de Estudos e Pesquisas da Mulher (NEPeM) e membro do Conselho de Direitos Humanos da mesma universidade. Sua produção acadêmica prioriza a Sociologia Urbana e da Cultura – Gênero, feminismo, feminicídio violência de gênero, violência contra à mulher e políticas públicas.
De 2008 a 2011 integrou a Secretaria de Políticas para as Mulheres da Presidência da República (SPM-PR). Nesse período, foi secretária de Planejamento e Gestão e, em março de 2012, foi nomeada para o cargo de Secretária-executiva da SPM-PR, onde permaneceu até janeiro de 2015.
Entre os anos de 2017 e 2018 foi membro do comitê editorial da Editora da Universidade de Brasília, também participou, como Editora-chefe, da Revista Sociedade e Estado.
Morreu no dia 12 de setembro de 2021, aos 72 anos, vítima de embolia pulmonar e acidente vascular cerebral (AVC).

## Obras
- 2019 - Encontros com a sociologia - Lourdes Maria Bandeira, Mariza Veloso e Edson Farias (Orgs.).
- 2012 - Dicionário temático desenvolvimento e questão social.
- 2007 - A Segurança pública no Distrito Federal - Lourdes Maria Bandeira e Arthur Trindade Maranhão Costa.[14][4]
- 2006 - Políticas públicas e violência contra as mulheres: metodologia de capacitação de agentes públicos/as -  Lourdes Maria Bandeira, Tânia Mara Campos de Almeida. ISBN 978-8588485099[4]
- 2005 - Mulheres em ação: práticas discursivas, práticas políticas.
- 2004 - Violência contra as mulheres: a experiência de capacitação das DEAMs da Região Centro-Oeste/Agende. Organizado por Lourdes Bandeira, Tânia Mara Campos de Almeida e Andrea Mesquita. Brasília, 2004. (Cadernos Agende, v. 5) ISBN 85-88485-08-7[4]
- 2000 - Politica, ciência e cultura em Max Weber - Lourdes Maria Bandeira, Maria Francisca Pinheiro Coelho e Marilde Loiola de Menezes (Orgs.)[15].
- 1999 - Violência, gênero e crime no Distrito Federal - Lourdes Maria Bandeira e Mireya Suárez.
- 1997 - Feminismo e gênero - Lourdes Maria Bandeira e Deis Elucy Siqueira (Org.)[16].
- 1997 - Eu marcharei na tua luta: a vida de Elizabeth Teixeira - Lourdes Maria Bandeira e R. Godoy. João Pessoa: Ed. UFPB.[17]
- 1986 - Mulheres, palanques e monumentos (Revista).